# Fallen (Mýa)
Fallen è un brano musicale della cantante statunitense Mýa estratto come secondo e ultimo singolo dal suo terzo album, Moodring. È stato scritto da Rich Shelton, Kevin Veney, Loren Hill, e Leonard Huggins. Il brano fa capolino al pezzo Saudade Vem Correndo del musicista Luiz Bonfá del 1963, scritto da Maria Toledo e dallo stesso Bonfá, e a Runnin' dei Pharcyde del producer J Dilla. Fallen è stato preso sotto gamba dalla Billboard Hot 100 imponendosi alla numero cinquantuno ma ha riscosso più fortuna nella Hot R&B/Hip-Hop Songs di Billboard raggiungendo la numero trentacinque della classifica. Proprio per via del suo fiasco nel Paese il singolo non è stato lanciato sul mercato estero. Fallen è stato l'ultimo singolo della cantante a classificarsi nella Hot 100 e ad essere estratto dalla Interscope Records. Il remix del brano con il rapper Chingy è stato colonna sonora per i film Cinderella Story e La bottega del barbiere 2 del 2004.

## Video
Il video, diretto da Darren Grant sullo scenario della metropolitana di Toronto ruota attorno a Mýa che pedina un uomo per cui ha preso una cotta. Il video di Fallen ha fatto la sua première mondiale sui programmi Access Granted di BET e 106 & Park il 10 ottobre 2003 per coincidere con il compleanno dell'artista.